# Stadion Lusail Ajkonik
Stadion Lusail Ajkonik (engl. Lusail Iconic Stadium) (arap. ملعب لوسيل الدولي) je fudbalski stadion u Lusailu u Kataru. Ovaj stadion će biti domaćin za finale Svetskog prvenstva 2022. u Kataru.
Lusail stadion je u vlasništvu Fudbalskog saveza Katara i najveći je stadion u Kataru od svih osam stadiona koji su bili konvertovani za Svetsko prvenstvo 2022.
Stadion je udaljen 23 km severno od Dohe.

## Izgradnja
Plan stadiona je započet 2014. godine sa Kineskom Korporacijom za Izgradnju (CRCC) i HBK-om.
Dizajniran je od Britanske firme Foster + Panters, i Populous, podržan od MANICA Architecture. Stadion ima kapacitet od 80.000 sedećih mesta. Kao i svaki stadion koji je planiran za Svetsko Prvenstvo 2022, Lusail Stadion će imati tehnologiju hlađenja koristeći solarnu energiju.
Izgradnja je započela 11. aprila 2017. Završila se u aprilu 2021. godine a otvoren je 22. novembra 2021. godine. Stadion će biti domaćin 10 utakmica i finala tog prvenstva.
Tokom Svetskog Prvenstva, očekivano je da će biti konfigurano u stadion sa 40.000 sedišta. Višak sedišta bi bio uklonjen, a taj dio bi se iskoristio za kafiće, aktivnosti, obrazovne ustanove i kliniku.